# Onward (film)
Onward is een Amerikaanse, digitale animatiefilm uit 2020 die geschreven en geregisseerd werd door Dan Scanlon en geproduceerd door Pixar Animation Studios voor Walt Disney Pictures.

## Verhaal
In een wereld waar mythische wezens zoals elfen, zeemeerminnen en centaurs leven was magie ooit alledaags. Het werd door tovenaars gebruikt om iedereen te helpen maar het was lastig om onder de knie te krijgen. Technologie nam langzaamaan de overhand tot magie niet meer nodig was en verdween.
In een tijd die overeenkomt met de moderne tijd, wonen Ian Lighfoot, een jonge elf en zijn oudere broer Barley samen met hun moeder in New Mushroomton. Hun vader Wilden stierf voor de geboorte van Ian aan een ziekte. Hun moeder Laurel heeft een nieuwe vriend, politieagent Colt Bronco, een centaur. Ian is zeer verlegen en onzelfzeker, terwijl Barley het omgekeerde is. Barley is geobsedeerd door geschiedenis, mythes en het bordspel Quests of Yore.
Op Ians zestiende verjaardag geeft Laurel haar zonen een cadeau van hun vader: een tovenaarsstaf, een zeldzame edelsteen en een brief met daarin een 'visitatie-spreuk' waarmee Wilden één dag uit de dood zou kunnen terugkomen. Barley probeert de spreuk tevergeefs en geeft uiteindelijk op, waarna Ian per ongeluk de spreuk activeert. Hij slaagt er echter niet in om de spreuk te voltooien voor de edelsteen uiteen valt, waardoor alleen de benen van hun vader zichtbaar zijn. Barley is ervan overtuigd dat ze aan de hand van zijn spel een nieuwe edelsteen kunnen vinden om de spreuk af te maken. De broers laten een briefje achter voor hun moeder en vertrekken in Barleys busje 'Guinevere' naar de Manticore's taverne. Wanneer Laurel het briefje vindt, gaat ze haar zoons achterna.
De broers komen aan in de taverne, die nu een familierestaurant is in plaats van een gevaarlijk oord. Ze proberen de Manticore te overtuigen hen de kaart te geven, maar zij weigert omdat ze hen niet in gevaar wil brengen. Terwijl ze met Ian over de kaart ruziet, beseft ze hoe saai haar leven is geworden en in een vlaag van woede jaagt ze alle klanten weg en steekt ze de taverne in brand. De kaart vergaat ook in de vlammen. De broers vluchten weg met de benen van hun vader, met als enige spoor een tekening op een kindermenu waarop 'Raven's Point' staat, een plek in de bergen. Barley wil de avontuurlijke lange weg nemen maar Ian overtuigt hem om de kortere snelweg te nemen. Ondertussen maakt Ian een lijst van alle dingen die hij altijd al met zijn vader wilde doen.
Ondertussen arriveert Laurel bij de taverne en ontmoet de Manticore. Zij waarschuwt haar dat haar zoons een vloek zouden kunnen wekken als ze de edelsteen vinden. Deze vloek kan alleen verslagen worden door een speciaal zwaard, dat ze moeten stelen uit een pandjeshuis.
Terwijl ze richting te bergen rijden, krijgen de broers het aan de stok met een motorbende van pixies. Ze ontsnappen ternauwernood, maar trekken hierdoor de aandacht van de politie. Door Ians magie en Barleys kennis van spreuken kunnen ze zich vermommen, maar Barley ontdekt dat Ian hem eigenlijk een nietsnut vindt. Gekwetst eist hij dat ze op Barleys instinct vertrouwen en de lange weg nemen naar Raven's Point. Ian geeft toe en de volgende ochtend komen ze aan bij een afgrond waarover Ian een onzichtbare brug weet te maken na aanmoediging van Barley, zodat hij naar de overkant kan lopen om daar een omhoog staande ophaalbrug neer te laten voor de anderen, zodat ook zij de afgrond over kunnen steken. Ze ontdekken een ravenstandbeeld dat een andere richting aanduidt dan de bergen, op een steen die ze bij het standbeeld vinden staat aangegeven dat ze het water moeten volgen om de edelsteen te vinden. Ondertussen worden ze achtervolgd door Colt, die hen veilig terug naar huis wil brengen om hun moeder niet ongerust te maken. Om van de politie af te komen offert Barley zijn busje op om hun de weg te versperren en gaan de broers te voet verder. 
Terwijl ze door een ondergrondse rivier reizen, oefent Ian op instructie van Barley zijn magie. Barley vertrouwt zijn broer toe dat hij te bang was om afscheid te nemen van hun vader vlak voor hij stierf en zich daarna had voorgenomen nooit meer bang te zijn. Na een reeks dodelijke valstrikken lijken ze eindelijk de plek te hebben gevonden waar de edelsteen zich bevindt, om uiteindelijk uit te komen aan Ians middelbare school. Ian is woedend op zijn broer omdat hij hen in de verkeerde richting heeft gestuurd en loopt weg met de benen van hun vader, terwijl Barley er nog steeds van overtuigd is dat ze juist zitten.
Terwijl Ian zijn lijst doorstreept van dingen die hij met zijn vader wilde doen, realiseert hij zich dat hij alle dingen gedaan heeft met Barley en besluit naar hem terug te keren. Ondertussen vindt Barley de edelsteen toch in een oude fontein, maar wanneer hij die eruit haalt, ontwaakt de vloek. Die zorgt ervoor dat allerhande brokstukken van de school een draak vormen. Ian vecht tegen de draak maar zijn staf wordt in de oceaan geworpen. Uit een splinter in zijn hand creëert hij een nieuwe staf. De Manticore en Laurel komen aan en Laurel slaagt erin het zwaard gedeeltelijk in de kern van de draak(een rode, vurige bal) te steken, waardoor hij tijdelijk buiten strijd is. Dit geeft Ian de tijd om de spreuk te vervolledigen die nog maar enkele minuten loopt, dit keer met de hulp van Barley. De draak staat echter weer op. Barley stelt voor om de draak af te leiden, zodat Ian hun vader kan ontmoeten, maar Ian overtuigt hem afscheid te nemen zoals hij eerder niet had kunnen doen. Samen met de Manticore en Laurel slaagt Ian er uiteindelijk in om de draak te vernietigen met het zwaard. Ian ziet Barley en Wilden nog net voor Wilden opnieuw verdwijnt. Barley vertelt Ian dat hun vader trots is op zijn zoons en de broers omhelzen elkaar. 
Ians verbetert zijn toveren en wordt minder onzelfverzekerd. Hij verrast Barley door zijn nieuwe busje te beschilderen met een afbeelding van hun twee. De Manticore opent haar taverne opnieuw zoals het origineel was en de twee broers gaan opnieuw op avontuur.

## Stemverdeling
| Personage                   | Engelse stem        | Nederlandse stem                    | Vlaamse stem       |
| --------------------------- | ------------------- | ----------------------------------- | ------------------ |
| Barley Lightfoot            | Chris Pratt         | Peter van Rooijen                   | Sander Gillis      |
| Ian Lightfoot               | Tom Holland         | Roben Mitchell van den Dungen Bille | Jan Van Hecke      |
| Laurel Lightfoot            | Julia Louis-Dreyfus | Daniëlle Veneman                    | Katrien De Becker  |
| Corey                       | Octavia Spencer     | Joanne Telesford                    | Isabelle van Hecke |
| Colt Bronco                 | Mel Rodriguez       | Stan Limburg                        | Thomas Cordie      |
| Wilden Lightfoot            | Mel Rodriguez       | Finn Poncin                         | Elias Smekens      |
| Agent Specter               | Lena Waithe         | Carolina Dijkhuizen                 | An Lemmens         |
| Agent Core                  | Ali Wong            | Peggy Vrijens                       | Maja Van Honsté    |
| Dewdrop                     | Grey DeLisle        | Donna Vrijhof                       | Liesbeth De Wolf   |
| Grecklin                    | Tracey Ullman       | Marloes van den Heuvel              | Kirsten Cools      |
| Gaxton                      | Wilmer Valderrama   | Joost Claes                         | Peter Van Gucht    |
| Agent Avel                  | George Psarras      | Ruben Lürsen                        | Rikkert Van Dijck  |
| Construction Worker Fenwick | John Ratzenberger   | Rutger Le Poole                     | Govert Deploige    |

## Productie
In juli 2017 presenteerde Pixar de film op de D23 Expo. De stemverdeling en titel werden op 12 december 2018 bekendgemaakt. Op 16 april 2019 werd bekendgemaakt dat Mychael en Jeff Danna, die eerder de muziek voor The Good Dinosaur schreven, ook de muziek voor Onward zullen componeren.

## Ontvangst
Onward ontvangt overwegend positieve recensies. Op Rotten Tomatoes heeft de film een waarde van 87%, gebaseerd op 270 recensies. Op Metacritic heeft de film een gemiddelde score van 61/100, gebaseerd op 55 recensies.
De film werd vlak voor het begin van de coronapandemie uitgebracht, hierdoor was de film maar kort in de bioscoop te zien omdat bioscopen door de pandemie moesten sluiten.